# Gymnobela daphnelloides
Gymnobela daphnelloides é uma espécie de gastrópode do gênero Gymnobela, pertencente a família Raphitomidae.